# 小川みどり (俳優)
小川 みどり（おがわ みどり、1960年11月25日 - ）は、日本の芸能リポーター、女優である。

## 来歴・人物
中学生、高校生時代はバスケットボールのレギュラー選手として活躍。高校生時代は自分の活躍によっていつも最下位の方だった母校を八王子市内の第3位まで押し上げた、と話していたことがある。
1975年、雑誌モデルとしてデビュー。1982年から1996年頃まで、TBS『モーニングジャンボ奥さま8時半です』『森本毅郎さわやかワイド』『（森本ワイド）モーニングEye』の芸能リポーターを務める。
1986年、TBS系ドラマ『男女7人夏物語』に出演。1992年、テレビ朝日『土曜ワイド劇場』の『おんな秘密調査員立花江梨子 北九州玄海灘・謎の置手紙連続殺人！』に出演。
2015年10月12日放送のTBSテレビ60周年特別企画『TBSもさんまも60歳 伝説のドラマ＆バラエティー全部見せます！夢共演も大連発SP』に、『男女7人夏物語』での共演者たちと共に出演した。
特技はそろばん（2級＝1982年時点）、暗算。

## 出演

### テレビドラマ
- 男女7人夏物語（1986年7月25日 - 9月26日、TBS） - 椎名美和子 役
- 土曜ワイド劇場 おんな秘密調査員立花江梨子 北九州玄海灘・謎の置手紙連続殺人！（1992年11月28日、テレビ朝日） - 桂悠子 役
- 冥府のメイド (2015年2月10日、TOKYO MX） - 木村 役